# Гордонс-Бей
Гордонс-Бей или Хордонсбай (англ. Gordon’s Bay, африк. Gordonsbaai) — город на юго-западе Южно-Африканской Республики, на территории Западно-Капской провинции. Входит в состав городского округа Кейптаун. Климатический курорт на берегу Атлантического океана, центр пляжного отдыха.

## История
Поселение, из которого позднее возник город, первоначально называлось Фиш-Хук. Позднее оно было переименовано в честь голландского военного моряка и исследователя шотландского происхождения Роберта Гордона (1743—1795). В 1902 Гордонс-Бей получил статус сельской общины, а в 1961 — статус муниципалитета.

## Географическое положение
Город расположен в юго-западной части провинции, на северо-восточном берегу бухты Фолс-Бей, на расстоянии приблизительно 29 километров к востоку-юго-востоку (ESE) от Кейптауна, административного центра провинции. Абсолютная высота —252 метра над уровнем моря.

## Климат
Климат города субтропический средиземноморский. Среднегодовое количество осадков — 769 мм. Наибольшее количество осадков выпадает в период с апреля по октябрь. Средний максимум температуры воздуха варьируется от 15,3 °C (в июле), до 24,7 °C (в феврале). Самым холодным месяцем в году является июль. Средняя минимальная ночная температура для этого месяца составляет 6,9 °C.

## Население
По данным официальной переписи 2001 года, население составляло 2751 человека, из которых мужчины составляли 47,98 %, женщины — соответственно 52,02 %. В расовом отношении белые составляли 94,11 % от населения города, цветные — 4,25 %; азиаты (в том числе индийцы) — 0,98 %; негры — 0,65 %. Наиболее распространёнными среди горожан языками были: африкаанс (60,67 %) и английский (37,55 %).

Согласно данным, полученным в ходе проведения официальной переписи 2011 года, в Гордонс-Бей проживало 16 776 человек, из которых мужчины составляли 49,56 %, женщины — соответственно 50,44 %. В расовом отношении белые составляли 65,56 % от населения города; цветные — 19,85 %; негры — 10,9 %; азиаты (в том числе индийцы) — 1,51 %; представители других рас — 2,18 %. Наиболее распространёнными среди жителей города языками являлись: английский (82,98 %) и африкаанс (12,64 %).

## Транспорт
Через город проходит национальная автотрасса N2.